# Велика рідня (роман)
Твір Стельмаха Михайла Панасовича.Продовження роману «Кров людська — не водиця».Складається з 4 частин в виданні 1982 року:
1.На нашій землі (72 розділи).
2.Життя прожити — не поле перейти (38 розділів).
3.Великі перелоги (45 розділів).
4.Березень (40 розділів).
Обсяг і структуру твору до переробки можна бачити на сайті http://www.ukrcenter.com [Архівовано 11 червня 2012 у Wayback Machine.].Займає 269 стор.:Замість пролога 1—9(без поділу на розділи й не входить в склад книги 1); книга 1 («На нашій землі») з 9 по 142 стор. поділена на 2-і частини:1-ша 58 розділів з 9-ї по 81 стор., 2-га 34 розділи з 81 по 142 стор.; книга 2 («Великі перелоги») з 142 по 269 стор. поділена на 2 частини:1-ша 48 розділів з 142 по 217 стор.;2-га 42 розділи з 217 по 269 стор..

## Історія створення
Задум виник в кінці 30-х років.Почав писати в серпні 1944 року в київському госпіталі — після поранення піді Львовом.Проте,на сторінці 671 3-го тому 7-ми томника,що остання в романі, значиться час створення 1943-1946.Вперше така назва в 1951 році.«На нашій землі» вперше видано 1949 року.«Великі перелоги» вперше видано 1951 року.Кожне з цих видань спершу мало 2-і частини, які надалі набули власних назв.Дещо з сюжету вилучалось і по цілому розділу.

## Сюжет
Опис подій починається в остаточному варіанті роману з 1923 року, а завершується в квітні 1944 року.В варіанті 1951 р., де є пролог, дія йде з 1920 р.

## Зміст

### Ч.1
72 розділи

### Ч.2
38 розділів

#### Розділи
15 Загибель Бараболі
18 Риболовля
24 Круп'як в Крамового
26 Карпо і Кузьма крадуть і сіють. Дмитро викриває.
29 Дмитро в Марка Григоровича Синиці
34 Данило Підіпригора і Нечуйвітер підслідні

### Ч.3
45 розділів.

#### Розділи
3 Початок війни
4 Проводи на війну
5 Шевчик Григорій в війську
29 Шевчик і Федоренко покидають Євенок.
30 Зустрічі Шевчика зі своєю сім'єю, Югиною, Докією.
31 Прихід Дмитра додому.
32. Прокопчук на прийомі в Едельмана.
33. Самопідрив Стражнікова.
45. Зустріч 1942 року.

### Ч.4
40 розділів

#### Розділи
1.Повернення в Городище з рейдів.
9.Дмитро в Кошового на початку 1943 р.

## Персонажі
Числа вказують номер сторінки в 2-му томі видання творів в 7 томах, де персонаж, а, якщо 2 числа з коротким дефісом, то номер тому (3-й з 7-ми томника) і сторінку.
Бабенко Трифон — пристаючий на працю до Шкаварлиги 274
Балог Янош — угорський комуніст ( на Укрлібі на 168 с. з 195 в 10-му розділі)
Бандур Мелентій — поліцай 3-449 —451
Бараболя Денис Іванович (Апостол Смерті) — батько сина Мар'яни; вбитий своїм спільником Голованем Євсеєм, що випустив в нього всю обойму з пістоля і ним ж втоплений в ополонці.(3-87); авторитетом в кінці життя для нього був Жозеф Фуше3-85;272 — 278, 3-81—87 ; в вид. 51 р. нема
Безхлібний Лесь,— секретар райкому комсомолу 3-437
Білоус — розвідник 3-268_3
Більська Уляна — повішена німцями селянка 3-554_3,2н
Бондар Іван Тимофійович — голова новобугівського созу, завідуючий стельмашні, уповноважений по організації підпільної патріотичної групи 3-418_11, повішений в ч.4;545
Бондар Марія — дружина Івана 547
Борис Борисович — 538-541
Боцюниха — шептуха-замовляльниця 267
Варич Мирон — партизан 3-621_12,11н,-622
Варчук Горпина — дружина Сафрона 305, 365
Варчук Данилко — син Карпа 3-466_10,11
Варчук Карпо — син Сафрона 305, начальник кущової поліції 3-302_20,19н, бандерівець 3-466_5н
Варчук Олена — дружина Карпа 3-79_6н
Варчук Сафрон Андрійович — багач, староста села при німцях 3-417_21, помер від розриву серця, після чого прострелений всією обоймою Шенкелем Альфредом, який не знав, що Сафрон щойно помер 3-662_6-2н, 303, 3-7,416
Василенко Іван — партизан 168 на Укрліб
Василенко Клим — син Кузьми 294-296, падкий до книги й горілки 347_10,11
Василенко Кузьма — 291, 3—36-8н, луговик 145_12н, продавав копиці сіна за могорич в інші села 145_10н, навідник поліцаїв 371_7н, найдений убитим на ділянці отриманій від німців за донос 372_3
Василенко Марко — 3-189_16,17
Василенко Федоська — дружина Кузьми 294, 295
Василь Калістратович — візник 79 Укрліб
Вереміїха 279, 283
Веремій Стратон 278, 3-20
Вільгауз Вільке — комендант табору військовополонених, унтерштурмфюрер 3-479_2,1н
Вітренко Людя 454
Володя — чоловік Ганни Петрівни, рахівник сільмагу 3-123_7,6н, 3-124-1
Волошин Корній Данилович 424
Галя — наймичка Заятчуків, дівчина Юри Підіпригори 360,361
Ганна Петрівна — сестра - хазяйка 3-123_15,16,20
Гаценко Віктор — 3-590_10н
Гехтман Макс — начальник гестапо гебіту, — 125 з 195 на Укрліб
Гірник — секретар партбюро з'єднання Кошового 3-541_11н,-542,-543
Гоглідзе Симон — 3-477_20, розвідників командир 3-500—501,588
Головань Євсей — спільник Бараболі 3-81—87
Горицвіт Андрій — син Дмитра 3-102, 3-670
Горицвіт Дмитро Тимофійович — бригадир в колгоспі, командир партизанського загону «За Батьківщину» 512
Горицвіт Докія Петрівна — мати Дмитра 516
Горицвіт Ольга — доня Дмитра 3-99_14, 3-671
Горицвіт старий — дід Дмитра 262
Гречка Бенедикт 3-18
Григорян — 3-309_8н, 3-311
Данильченко — шофер 3-272_3н, 3-274_13,20н
Данько Іван 560
Данько Калістрат — дезертир, поліцай 3-486_6
Данько Лисавета 524
Данько Пріська — донька Якова 502
Данько Яків Пилипович — дукач 502, дострелений Круп'яком Омеляном 3-76_16,17
Дарка — вдова 515, 516
Дем'ян Петрович — лісоруб 3-60_3,2н
Денисенко Ларіон, багач 431, 3-47с
Денисенко Настя — багачка, 44 Укрліб, дружина Ларіона, коханка Січкаря Івана 456,457
Денисенко Прокіп — багач 305, 525, 3-71_6, комірник 3-166_5,6
Дерев'янко Фросина — вдова 3-299_19н
Димницький Янчик 3-498
дівчина з Лисогірки — 3-477_9н
Дуденко Кирило — партизан Дмитра, поет 3-424,-504
Едельман — Ґебітскомісар, доктор 3-423_3н
Євенок Мотря Іванівна — колгоспниця, мати 2-х червоноармійців 3-321,
Єфрем Федорович — учитель Андрія Горицвіта, в німців працює на молочному пункті 3-383_18_11н
Жолудь Гафійка — сестра Пантелія 3-446—449
Жолудь Пантелій 3-444,-665, 3-670
Зарембовський Лукіян — батько дитини померлої від укусу гадюкит 3-570_7,6н
Зарудний Борис — 3-213_17н,-226
Заятчук Данило — дукач 420, 3-47_16н
Заятчук Дмитро 525
Заятчук Олена 573
Заятчук Явдоким — син Данила, 420
Зубавка Петро — 3-554_2,1н
Іванець Лазорко — 3-401, партизан Дмитра -425,-480,-612_8н
Іванишин Кирило — старий коваль, 358, 3-554_2н
Ільченко Карпо 3-554
Іщук Василь 461
Каленик — 3-405_9
Карімов Сайфа — стерновий гармати 3-267_15н
Карпець Василь — 303, 406
Карпець Мокрина — біднячка, мати 2-х дітей, 9 Укрліб
Киринюк Йосип Володимирович — коваль 3-237_13, -238_22
Кірєєв — 3-272_16н
Коваленко Максим Петрович — лісник 3-394
Коваленко Олена Михайлівна— дружина Максима, мати 3-х синів 3-396_14н, 3-452
Коваль Володимир Іванович,— рибалка 3-322
Коваль Фросина 424
Кондратюк Микола — партизан з загону ім.Т.Шевченка 3-599_9,8н
Костюк Данило — підпільник 3-435_16
Кошовий Іван Васильович — секретар райпарткому 3-192_9,8н, 3-204, 3-291, командир партизанського з'єднання 3-540_15н, 3-664
Крамовий Петро — заступник голови райвиконкому  366, 473, 3-44
Кремець Павло Данилович,— художник 3-60
Круп'як Омелян Олелькович (Моторний Панас 3-147_21н) — 538, начальник районної допоміжної української поліції 3-302_6,7
Кузнєцов — комісар з'єднання Кошового, майор 3-541_12,11н
Кульницький 316, 3-30—36, 3-206—208
Куцій Федора — вдова, самогонниця 300, 432, 433
Кушнір Надія 559
Кушнір Ольга Вікторівна — дружина Степана 3-233
Кушнір (потім Шевчик) Софія — комсомолка, 460, наймичка Варчука 531
Кушнір Степан Михайлович— дядько Софії, голова колгоспу 3-194, 285
Лавріненко — сержант 3-260_6,5н
Ладижець Григорій — командир диверсійної групи 3—588-14,15
Лебедев Марко — є в вид. 1951 р., нема в 7-ми томн.
Левко — жених доні Хмари Марії 3-228
Ликерія — вдова 3-9,10
Лінге Курт — слідчий в особливих справах 3-434_15,14,10н, -435
Лісняк Порфирій Тихонович — технолог-винороб 3-155_14
Макаренко — 3-604
Мамедов Ала Ага-огли — військовополонений, сержант 3-479_15н
Мандриченко Матвій Остапович 3-498
Марія — донька Хмари Федора 3-228
Марія Іванівна — 3-117_7,6н
Марков — перший секретар райпарткому 3-43_1,2
Марта — годованка Варчука Сафрона, дружина Ліфера Созоненка 306—308, 3-377,378
Марченко Григорій — учитель 323-8
Мар‘яна 269-272, 3-16
мати Варчука Сафрона 369, 370
мати Жолудя Пантелія — 3-446—448
Мель Василь Маркович — кулеметник 3-476, 3-514, 605
Микита Дем'янович — вчитель, відмовився працювати в німців вчителем 3-384_4—6
Микола — майстер на лісопильні Шкаварлиги 3-220_6н
Миколай отець 266, 292
Мірошниченко Свирид Яковлевич — голова сільради, член райвиконкому, Герой Радянського Союзу 475, 3-667
Мокроус Карпо Іванович — землемір 518, 519
Мороз Варвара Григорівна — дружина Панаса, 124 Укрліб
Мороз Панас Карпович — селянин, 124 Укрліб
Навроцький Данило Петрович — колгоспник зі Жданівки 3-118_14,15; 3-126 ( на 3-127 Павлович)
Навроцький Юрій — 3-309
начальник міліції 479
Недремний Олекса Дмитрович — 3-342_21н
Нетреба — навідник 3-267_17н
Нечуйвітер Григорій Петрович — комісар дивізії 3-285_17, 3-20, 3-208—211 в вид. 1951 р. відсутній
Нігматі — сержант 3-261_14
Ніна — донька Марти 491, 494, в 1941 р. 16 років 3-307_4н
Новиков Генадій Павлович (Петрович 3-292_4) — 3-437—439,-500—501
Одарка — вдова, 548
Олексієнко Сергій — шофер секретаря райпарткому Маркова 3-124_4,3,1н; 3-124,331
Опанасенко Дарина 424
Опанасенко Тодось 3-289, 3-445
Орина — баба Шевчика Григорія 439, спалена живцем 3-557_7
Орленко Левко — є в 24 розд. ч.1 вид. 1951 р., в 7-ми томн. відсут.
Остапець Микола 3-444,-452, 3-515
офіцер у Дерев'янко Фросини — 3-299_19,18н
Очерет Варивон Іванович — двоюрідний брат Югини, бригадир 432, 3-667
Павлик Чугай (син Бараболі і Мар'яни) — 3-16
Перепелюк Вадим — підривник 679—681(16 розділ) з 1121 с. перших видань (в 7-ми томнику нема)
Петлюра Симон(Могила Степан — псевдо) 355 нема в вид. 51 р.
Пилипенко, багач 432
Півторацький 525
Підвисоцький — гармаш-партизан 3-603_2н, 605_2,3
Підіпригора Василина — донька Мирона 570
Підіпригора Галина — дружина Данила 360_21,20н, 394_13, 3-210_16
Підіпригора Данило — вчитель 360_12,13, 393_17н, 3-208—211
Підіпригора Мирон Петрович 302, 3-6,23
Підіпригора Олександр Петрович 424, 3-39
Підіпригора Петро Данилович — 394_8, 3-208
Підіпригора Юрій 311
Побережний Захар — секретар сільради, знатний бригадир 4-ї бригади 3-238_15, син Семена 3-238_14
Побережний Семен — 3-237_12,-437,-554
Поліщук Самійло — секретар комсомольського осередку, 418
Прокопенко — 3-263_3
Прокопчук Килина (Катерина) — 454, сусідка Горицвітів 3-382, -424, -622_3н
розвідник з загону ім. Леніна — 3-524,-525,-530
Романенко — командир дивізії, полковник 3-284_2н
Рунге (Лінге,— в 7-ми томнику 3-434—435)Курт — слідчий в особливих справах
Рунов — фельдшер 3—533-13,12н
Русов Степан — перекладач військового коменданта залізничного вузла, агент партизанського штабу 3-600_16-18
Рязанов — зв'язківець 3-261_24н, 3-263_9н, 3-267_3н, столярчук 3-267_3н
Савченко Павло Михайлович — 3-288_6н,-434
Савченко Петро 461
Самойлюк Данило — голова івчанського созу 461, 555
Свириденко Євген — 3-444,-511, 608
Свисик Влас
святий 309
Сергієнко Віра — молодша доня Полікарпа і Олександри 3-526_9
Сергієнко Леонід Полікарпович — син Полікарпа 3-219_18н, 559
Сергієнко Надія — середня донька Полікарпа і Олександри 3-526_1н
Сергієнко Олександра — дружина Полікарпа 3-525_16н
Сергієнко Полікарп Явдокимович 560, 3-145_7,6н, 218,-525_6н
Сергієнко Степанида — старша донька Полікарпа і Олександри, робітниця в Німеччині по Сафрона Варчука турботі 3-120_1,-525_2н
Синиця Марко Григорович — старий пасічник 476, 3-48,49,176—178
Синиця Омелян 414
Синиця Соломія — доня Марка, студентка с/г інституту 3-243_3н
Синиця Степан — викорчовує пні для вироблення дьогтю 3-385, -462, -589, -590
Січкар Зінька — дружина Івана 456_2н
Січкар Іван — 429_2, 455—457, 565
слідчий у справі Підіпригори Данила 3-208 нема в вид. 51 р.
Слюсар Олекса — партизан Дмитра 3-424,-472, 3-513
Сніженко Віктор — 3-52_4н, начальник штабу, комісар, повішений 3-347_2
Созінов Михайло Васильович — лейтенант, помначальника штабу першого дивізіону 3-262_22,21н, начальник штабу партизанського загону «За Батьківщину» 3-390—398,-508—511, 513
Созоненко Ліфер — багач 305, 3-71_6
Созоненко Митрофан — батько Ліфера 305, 3-372
Созоненко Настя
Стражніков Іван — матрос в чорному бушлаті 3-401, колишній уральський бурильник 3-425;426—429 загинув при тренувальному вибуху амоналу
Терентій — 3-627_20,22,26
Теслюк Галина — партизанка 3-319_16,17
Теслюк Олеся — молодша сестра Галини 3-318_4н
Токарєв — інженер 3-591_1,2
тракторист,—в 24-у розд.ч.1 вид.1951 р.
Трохименко Ілько — смолокур, 358
Трохименко (Іванишин) Степанида— дружина спершу смолокура, потім коваля, мати 7 дітей
Троян Павло — наймит Січкаря 301-304
Тур Сава Іванович — лейтенант, командир батареї, комісар загону Дмитра «За Батьківщину» 3-437,-606_5-7, -664
Федоренко Остап 274—278
Федоренко Петро — навідник 3-259_12,11
Фесюк Гнат — вдівець, середняк, одноосібник 3-29, 305, 3-6,31—36
Фесюк Домаха — дружина Гната 3-6
Фесюк Супрун — батько Гната 340—342
Фесюк Юстин — син Гната 3-8
Фесюка Гната мати — 340_8,7н
Фішер Карл — обергрупенфюрер, комісар гестапо, кавалер хреста «За воєнні заслуги» 3-329, 3-337—340, 3-432—437
Ханенко Петро Григорович — отаман меджибізький і деражнянський 3-353_10,9н
Хмара Денис Вікторович — дід-партизан 3-358_12
Хмара Федір Петрович — 3-228—229
Хоменко Василь Григорович —учитель 3-556
Чабану Йона — начальник райземвідділу 34—36 з 195 на Укрліб, 496_7,8
Черевик Федір — 3-372, 3-460
Шевчик Григорій — далекий родич Дмитра 462—465
Шевчик Катерина — донька Григорія 3-189_20
Шевчик Люба — доня Григорія 3-409
Шевчик Софія — дружина Григорія 3-408
Шевчик Уляна — родичка Григорія Шевчика 3-166_16,15н
Шенкель Альфред — оберлейтенант , комендант села лейтенант 3-306_17н 3-661—662
шеф протикомуністичного відділу гестапо — 3-336_15,14н
Шкаварлига — лісник, 272
Шестопал Павло — 3-554
Шостопал Прокіп — наймит Варчука 301, 303
Шульц Ріхард — помічник коменданта табору військовополонених, оберштурмфюрер 3-479_13,12н
Югина Бондар — донька Івана і Марії, дружина Дмитра Горицвіта 462—465

## Пісні
Они пройдут — расплавленные годы…

## Цікаві факти
Для розмінування прогін по замінованій території багатотисячної отари овець.

## Видання
Твори в 5-ти томах: т. 2, 3 1962 р.
Твори в 6 томах: т.2, 3 1972 р.
Твори в 7 томах: т.2(с.261-591),3.
На нашій землі.— К., «Радянський письменник», 1949 р., 560 с. з іл.
Великі перелоги.— К. «Радянський письменник», 1951 р., 488 с.
Велика рідня.— К. «Радянський письменник», 1951 р., 934 с.
Велика рідня.:Держлітвидав, 1953 р.— 856 с.
Велика рідня.:Роман-хроніка.-К.:Дніпро, 1968.-968 с.

## Текст в інтернеті
https://osvita.ua [Архівовано 31 травня 2022 у Wayback Machine.]
res.in.ua,— на 44 стор. з вид. 1951 р.
https://www.ukrlib.com.ua
https://javalibre.com.ua/java-book/book/1091 [Архівовано 9 березня 2022 у Wayback Machine.]

## Фільми
Дмитро Горицвіт
Люди не все знають